# Schutzengelbrunnen
La Schutzengelbrunnen est une fontaine de Vienne, dans l'arrondissement de Wieden.

## Histoire
Lors de la première alimentation moderne en eau de Vienne, on met en place fin 1843 un bassin devant l'église des Minimes. Elle est remplacée par une fontaine en 1846. Après que, pendant la Seconde Guerre mondiale, la fontaine de l'archiduc Rainier non loin est détruite et le retrait de la circulation en face de l'église, la Schutzengelbrunnen est mise sur le parvis en 1963.
Au centre de la fontaine octogonale se trouve un pilier en pierre couvert de métal au-dessus de laquelle se dresse un ange gardien. À la base de la colonne, il y a quatre gargouilles en forme de dragon dont la disposition représente la croix de Vienne. L'architecture est d'August Sicard von Sicardsburg et Eduard van der Nüll, la statue de Johann Preleuthner et les lettres d'Anton Dominik Fernkorn.

## Source, notes et références
- (de) Cet article est partiellement ou en totalité issu de l’article de Wikipédia en allemand intitulé « Schutzengelbrunnen » (voir la liste des auteurs).